# Marc Hansmann

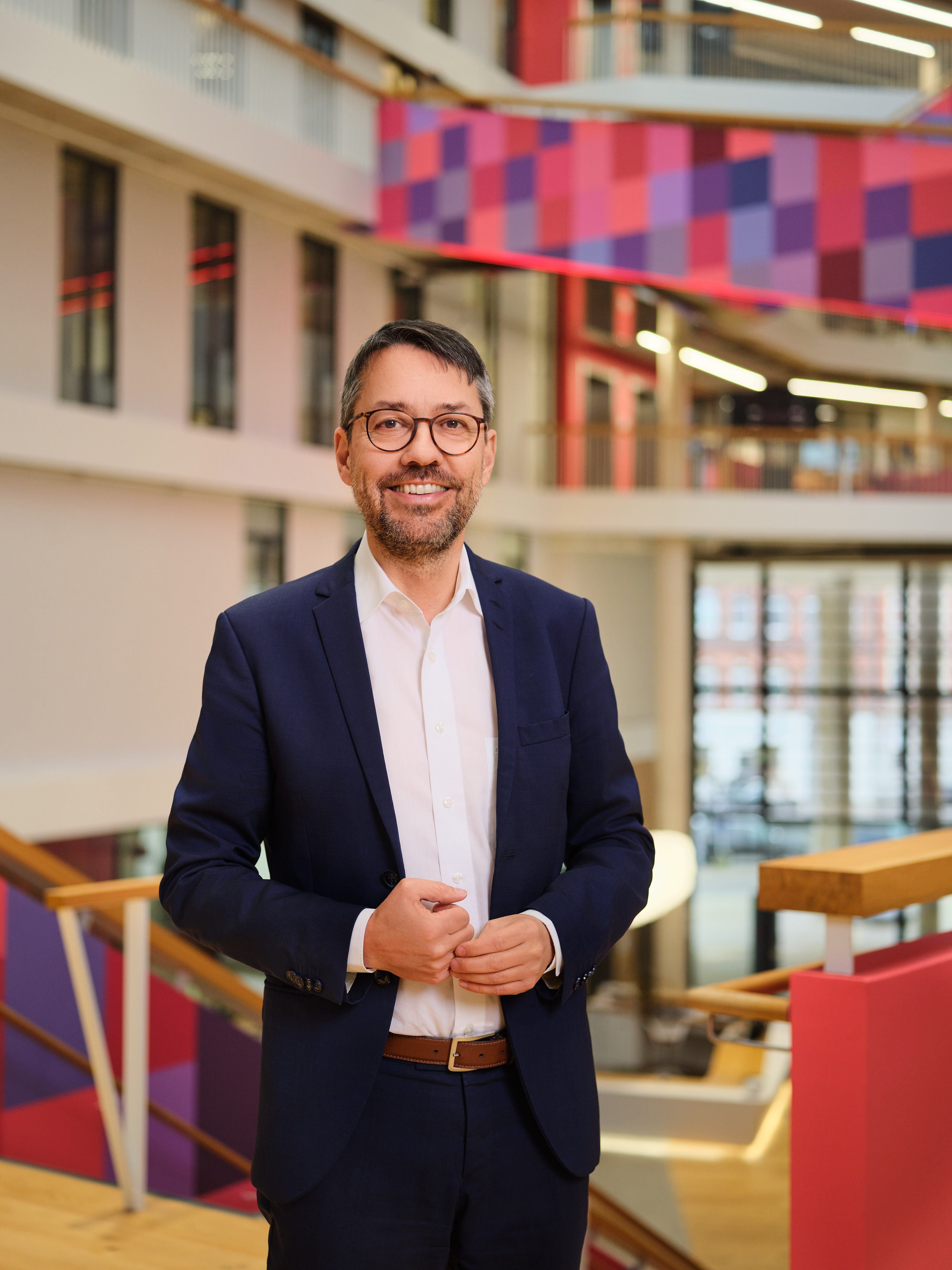
Marc Hansmann (2024)

Marc Hansmann (* 1970 in Osnabrück) ist ein deutscher Wirtschaftswissenschaftler, Manager und Kommunalpolitiker (SPD). Seit April 2017 ist er Vorstandsmitglied für Finanzen und Infrastruktur des hannoverschen Energieversorgers Enercity. 

## Werdegang
Marc Hansmann wurde im Jahr 1970 in Osnabrück geboren. Er studierte in den Jahren 1991 bis 1996 Geschichte, Politikwissenschaften und Volkswirtschaftslehre an den Universitäten von Hannover, Brighton in East Sussex (Großbritannien) und Berlin.
Von 1995 bis 1999 war er als Dozent und Trainer am Bildungs- und Tagungs-Zentrum HVHS Springe tätig. 
Im Jahr 1999 wurde er über die Entwicklung der Kommunalfinanzen im 20. Jahrhundert am Beispiel der Stadt Hannover promoviert.
Von 2000 bis 2004 war er für die Kienbaum Management Consulting als Senior-Berater tätig. Von Januar 2005 bis Ende 2006 arbeitete Marc Hansmann als Referent im Bundesministerium der Finanzen.
In den Jahren 1999 bis 2007 hatte Hansmann Lehraufträge am Institut für Volkswirtschaftslehre und am Historischen Seminar der Leibniz Universität Hannover sowie an der Fachhochschule für Wirtschaft und Technik inne. Von 2006 bis 2023 war er Lehrbeauftragter am Institut für Öffentliche Finanzen der Leibniz Universität Hannover. Seit 2016 ist Hansmann Honorarprofessor am Niedersächsischen Studieninstitut für kommunale Verwaltung e.V. bzw. an der Kommunalen Hochschule für Verwaltung in Niedersachsen. Hansmann hat bisher fünf Bücher, eine bei beck-online veröffentlichte Gesetzeskommentierung zur kommunalen Haushaltswirtschaft und rund 30 Artikel insbesondere über Kommunalfinanzen und Finanzgeschichte geschrieben. Sein Buch „Vor dem dritten Staatsbankrott“ ist vielfach rezensiert worden, u. a. in der Süddeutschen Zeitung vom 22. Mai 2012. Seit 2017 ist Hansmann Mitherausgeber der Schriftenreihe „Modernisierung des öffentlichen Sektors“.
Marc Hansmann ist verheiratet und hat eine Tochter.

## Kommunalpolitiker
In den Jahren 1996 bis 2001 war Hansmann für die SPD Ratsherr der Stadt Hannover. Im Jahr 1999 versuchte er vergeblich, nach der ersten Wahlperiode von Herbert Schmalstieg an dessen Stelle als Oberbürgermeisterkandidat der SPD aufgestellt zu werden. Als der amtierende Oberbürgermeister Stefan Schostok (SPD) aufgrund einer Anklage durch die Staatsanwaltschaft im Jahr 2019 zurücktrat, wurde Hansmann als Kandidat der SPD für das Amt des Oberbürgermeisters nominiert., konnte sich mit 23,5 % jedoch nicht gegen seine Mitbewerber Belit Onay (Grüne) und Eckhard Scholz (parteilos, Kandidat der CDU) durchsetzen, die in die Stichwahl am 10. November 2019 einzogen.

## Stadtkämmerer
Von 2007 bis 2017 war Hansmann als vom Rat der Stadt Hannover auf Vorschlag des damaligen Oberbürgermeisters Stephan Weil gewählter Stadtrat für Finanzen und Öffentliche Ordnung (Stadtkämmerer) tätig. Hansmann verantwortete insgesamt vier Haushaltssicherungskonzepte mit einem Konsolidierungsvolumen von 265 Millionen Euro.
In seine Zeit als Kämmerer fiel die Umstellung auf das Neue Kommunale Rechnungswesen. 2011 stellte Hansmann die erste Eröffnungsbilanz der Stadt Hannover vor. Fünf Jahre später legte er ein Memorandum „Für mehr städtische Investitionen“ vor, laut dem Hannover in den kommenden Jahren mehr als 500 Millionen Euro zusätzlich investieren sollte. Zur Finanzierung wurde die Kreditaufnahme ausgeweitet sowie die Gewerbesteuer erhöht.
Als Ordnungsdezernent verbot er in seinem ersten Amtsjahr die sogenannten flatrate-Partys, was bundesweit beachtet wurde.
Er wechselte zum 1. April 2017 als Vorstand für Finanzen und Infrastruktur zur Enercity AG, den ehemaligen Stadtwerken.

## Energiemanager
Als zuständiger Vorstand verantwortete er im Jahr 2018 die Gründung einer großen Netzgesellschaft, in die rund 1.200 Beschäftigte der enercity AG wechselten. Nach weiteren Zukäufen und Eigenentwicklungen gehört die enercity Erneuerbare GmbH zu den größten deutschen Windonshore-Betreibern. 
Ein Schwerpunkt seiner Arbeit als Vorstand besteht in der Wärmewende. Zum 1. Januar 2023 beschloss der hannoversche Stadtrat eine Anschluss- und Benutzungszwang für die Fernwärme.

## Veröffentlichungen (Auswahl)
- Kommunalfinanzen im 20. Jahrhundert – Zäsuren und Kontinuitäten – Das Beispiel Hannover, in Reihe: Hannoversche Studien, Band 8, Verlag Hahnsche Buchhandlung, Hannover 2000, ISBN 978-3-7752-4958-4
- Management und Controlling in der Ministerialverwaltung, Verlag Wissenschaft und Praxis, 2004, ISBN 978-3-89673-236-1
- Kommunalfinanzen in der Krise – Problemlagen und Handlungsansätze (Herausgeber und Beiträger), in Reihe: Schriften zur öffentlichen Verwaltung und öffentlichen Wirtschaft,  Band. 223 Berliner Wissenschaftsverlag, Berlin 2011, ISBN 978-3-8305-1958-4
- Vor dem dritten Staatsbankrott? Der deutsche Schuldenstaat in historischer und internationaler Perspektive, in Reihe: Zeitgeschichte im Gespräch, Band 13, Oldenbourg Verlag, München 2012, ISBN 978-3-486-71288-9
- Kommunalfinanzen. Eine praxisorientierte Analyse kommunaler Problemlagen 2023, in Reihe: NSI-Schriftenreihe, Band 37, Maximilian Verlag, Hamburg 2023, ISBN 978-3-7869-1452-5

Gesetzeskommentierungen
- §§ 110-129 NKomVG (Haushaltswirtschaft), in: Johannes Dietlein, Veith Mehde (Hg.), Kommunalrecht Niedersachsen, Kommentar, C.H.Beck-Verlag, München 2020, S. 641–713 (zusammen mit Thomas Bertram), ISBN 978-3-406-74756-4